# بلال حسين
بلال حسين (بالإنجليزية: Bilal Hussein)‏ هو مصور صحفي عراقي يعمل لدى وكالة أسوشيتد برس. إعتقلته القوات الأمريكية في مدينة الرمادي في أبريل 2006 واحتجز للاشتباه في مساعدة الجماعات المسلحة العراقية.
تعرضت الحكومتان الأمريكية والعراقية للانتقاد بسبب انتهاك إتفاقية جنيف ولاحتجاز بلال حسين بدون أدلة. تم إطلاق سراحه عام 2008 وفاز في ذلك العام بالجائزة الدولية لحرية الصحافة.

## الجوائز
- 2005 - إحدى الصور التي إلتقطها بلال كانت ضمن مجموعة من 20 صورة لوكالة أسوشيتد برس فازت بجائزة بوليتزر عن فئة تصوير الأخبار العاجلة ويظهر في الصورة التي التقطها بلال، أربعة مسلحين ملثمين، يصوبون نيرانهم نحو آليات عسكرية أمريكية في مدينة الفلوجة.[1]
- 2008 - حصل على الجائزة الدولية لحرية الصحافة.